# 圣雷吉斯博物馆大厦
圣雷吉斯博物馆大厦（英語：St. Regis Museum Tower）是一栋位于美国旧金山市场南的高层建筑，邻近耶巴布埃纳花园、莫斯克尼中心和旧金山现代艺术博物馆。这栋42层高的大厦位于第3街和米慎街，里面有一间由喜达屋酒店及度假酒店国际集团管理的五星级酒店及非裔移民博物馆。